# Прометей (ракетний двигун)
Прометей — ракетний двигун, що розроблюється Європейським космічним агентством. Проектування двигуна розпочалось у 2017 році, передбачається, що двигун використовуватиме рідкий метан в якості палива, він може бути застосований у ракеті-носії Аріан-6. Станом на 2020 рік розробка двигуна повністю профінансована і триває активна фаза будівництва.
Передбачається, що двигун буде багаторазовий і більш економічний ніж традиційні двигуни, що використовує Європа. Вартість виготовлення двигуна Прометей має бути вдесятеро менша за двигун першого ступеня діючої ракети-носія ЄКА Аріан-5 і може коштувати менше 1 млн євро.
- Деякі частини двигуна будуть виготовлятись за допомогою 3D-друку[2]
- В двигуні буде використана схема відкритого циклу роботи[4]
- Тяга двигуна передбачається в 100 т
- Тиск камери згоряння — 100 Бар[5]
- Кількість разів використання 3-5.

## Історія
Європейське космічне агентство розпочало фінансування двигуна «Прометей» у червні 2017 року (85 млн євро) за програмою ЄКА — Future Launchers Preparatory Program.
У червні 2017 року Патрік Бонгей, керівник програми Аріан-6 (Arianespace) зазначив, що двигун Прометей може бути застосований у ракеті-носії Аріан-6.